# 코스모폴리탄적 민족주의
코스모폴리탄적 민족주의(Cosmopolitan Nationalism)는 민족주의와 세계시민주의 양자 간의 화해 불가능성과 한 측면의 다른 측면에의 정복 불가피성을 논하는 이분법적 분류에 대한 반발적 논의로 등장한 개념이다. 민족주의와 세계시민주의가 갖는 긴장은 부정할 수 없으나 그 긴장이 자동적으로 양립 불가능으로 이어지지는 않는다는 입장을 취한다.

## 개요
민족주의와 세계시민주의, 두 개념의 양립불가능성을 견지하는 기존의 입장을 명확하게 보여주는 주장은 다음과 같다.
```
A cosmopolitan is someone who possesses‘…a way of being in the world, a way of constructing an identity for oneself that is…
opposed to the idea of belonging to or devotion to or immersion to a particular culture
’
[
1
]
```

코스모폴리탄은 개인이 세계에 존재하는 방식, 자신을 위한 정체성을 구축하는 방식을 지닌 개인에 대한 이야기이다. 이는 특정 문화에 헌신하거나 몰입하는 것과는 대조적인 것이다.
즉 특정 문화에 속하고 집단적 소속감, 동질감을 느끼는 것을 중시하는 민족주의와, 자신의 정체성을 세계의 시민으로 정의해 범세계적 인류의 연대를 추구하는 세계시민주의는 양립 불가능한 개념이라는 견해가 지배적이었다.
그러나 최근 경향에 따르면 일부 평론가들은 민족주의와 세계시민주의 간의 관계를 다양한 방식의 정체성 형성과 정체성의 중첩이 이루어지는 보완적 관계로 개념화하기 시작하였다. 이러한 관점에서, 세계시민주의는 사람들이 자신이 속한 국가, 종교, 민족적 충성심을 거부하지 않으면서도 다른 문화와 그들에 대한 자신의 입장을 비판적으로 반성할 수 있도록 하는 윤리적이고 방법론적인 입장의 가능성을 내포한다.
또한 그러한 관점에서 민족주의, 즉 특정 장소와 문화에 대한 소속감은 소속감에 대한 자기 반성 행위와 나와 다른 타자 비판 행위에 참여하는 데 필요한 배경과 맥락을 형성한다. 이와 같은 입장은 문화적 다양성과 다원성을 다루는 새로운 비국가 중심적인 방법을 도출하려고 시도해야 한다는 생각을 강조한다는 점에서 기존의 이분법적 접근에 비해 더 현실적이다.
이는 민족주의와 세계시민주의는 더 이상 양립할 수 없는 개념이 아닌, ‘세계시민적 민족주의’나 ‘민족적 세계시민주의’라는 개념이 존재할 수 있음을 뜻한다. 이러한 이들의 중간 경로로 묘사되는 코스모폴리탄적 민족주의는 기존의 민족주의가 가진 위험한 배타주의적 잠재력과, 세계시민주의에 어느 정도 내재된 유럽 중심적 성격을 약화하는 것에 도움이 될 수 있다. 또한, 민족주의와 세계시민주의를 이분법적으로 보지 않는 이러한 개념은 현대 사회가 직면한 주요 과제 중 하나인 민족 및 문화적 다양성 수용에도 기여할 수 있다.

### 세계시민주의와 민족주의 사이의 긴장
첫째, 세계시민주의와 민족주의의 근본적 관점 차이이다. 세계시민주의는 개인주의에 기반을 두고 있다. 즉 도덕적으로 자율적인 개인을 철학적 관점의 중심에 둔다. 대조적으로, 민족주의는 인간 삶의 집단적 차원에 중점을 둔다. 민족주의에 대한 유일한 분석 단위는 집단, 즉 국가와 민족 집단이다. 공동체 내에서도 간혹 존재하는 다양한 대립 추세에도 불구하고 민족주의 사상에서 흔히 보이고 사상에 통합되도록 하는 것은 바로 해당 공동체에 대한 소속감이다. 세계시민주의는 특정 국가의 좁은 범위를 넘어 전 세계의 모두를 포섭한다. 그러나 세계시민은 어디에나 속하지만 특별히 어디에도 속하지 않기에, 이 보편성이 소속의 근본을 파괴한다고 보는 입장도 존재한다.
둘째, 민족주의에서의 영토적 차원의 중심성과 그와 반대되는 세계시민주의의 탈영토화 간의 관점 차이이다. 세계시민주의는 흔히 아이디어와 사람, 문화의 이동성 증가와 관련이 있으며, 이들은 특정 영토에 얽매이지 않는다. 이는 개개인이 영토에 대한 애착을 넘어 행동할 수 있다는 믿음에 기초한 것이다. 난민, 디아스포라, 이민자들은 세계시민주의의 ‘정신’을 대표한다고 일컬어진다. 이때의 충성심은 영토에서 분리된 것으로 보인다. 그 대신 다양한 형태의 정체성과 소속감이 장려되고 촉진된다. 대조적으로, 영토에 기반을 둔 조국 개념은 민족주의 이념의 핵심으로 남아있다. 거의 모든 민족주의 투쟁은 국가 구성원들의 감정적 애착 대상인 영토를 중심으로 진행된다.
세 번째는 민족주의의 ‘뜨거운’ 감정과 세계시민주의의 ‘차분함’ 간의 차이에 관한 것이다. 민족주의는 이성적인 범주만으로는 완전히 이해될 수 없으며, 항상 강력한 감정적 애착과 충성심을 수반한다. Anderson에 따르면, 국가는 ‘단체의 깊은 애착’을 만든다. 한편 세계시민주의는 감정적인 부분보다 자기반성 및 비판을 지향한다는 점에서 차이가 드러난다.
마지막 마찰 지점은 세계시민주의의 시간적 차원의 불충분함에 관한 것이다. 세계시민주의는 인간 공동체의 시간적 심화를 간과하는 것에 대하여 광범위한 비판을 받아 왔다. 실제로 세계시민주의는 충성심, 정체성, 권리의 공간적 확장에 집중하는 경향이 있다. 이들은 현재의 권리와 책임을 미래 세대로 확장하지 않으며, 민족주의와 달리 ‘글로벌 사회’에 대한 긴 역사적인 내러티브를 시간적으로 제시하지도 않는다. 과거와 현재 사이의 대화는 현재의 문제가 과거의 불평등(예: 민족 국가들 간의 불평등)에 의해 부분적으로 발생할 수 있음을 고찰하는 역할을 할 수 있다.
위에서 언급한 모든 긴장은 두 관점 사이의 관계에서 잠재적인 '불편한 영역'의 지표로서 분명히 눈에 띄는 것은 사실이나, 그것들이 자동적으로 민족주의 관점과 세계시민주의 관점 사이의 양립 불가능성으로 이어지지는 않는다. 인간의 본성이 집단주의적 차원과 개인주의적 차원 모두에 의해 구성될 수 있다는 것을 인식하는 순간, 두 관점 사이의 명확한 대립을 단정하기는 어렵기 때문이다.

### 두 입장의 통합
현대 시대의 핵심 발전 중 하나는 민족주의와 세계시민주의의 중첩 계층 확산이다. 근대 체험, 국제화 및 세계시민화의 경험이 이동 불가능하고 비 서구 문화에 이질적이라는 것이 순수 세계시민주의자들의 기본 가정이라고 볼 수 있다. 여기서 지역 문화가 점진적으로 이 한계를 해결하여 진정한 의미의 보편성으로 향하게 할 수 있을 것으로 기대된다. 더욱이 세계화와 물리적 거리의 축소의 효과는 전통적인 사회의 행위자들이 이제 국제적 영향(예를 들어, 국제 무역)과 상호 작용할 수 있는 기회를 가질 뿐만 아니라 그 국제적 영향을 자신들의 문화 체계와 가치 체계에 내재한 그들의 뿌리를 반영하는 방법으로 재작업할 수 있게 되었다.
세계시민주의와 민족주의를 통합하는 것은 유럽 중심적이고 엘리트주의적인 관점을 넘어서는 데 도움이 된다. 또한 현대 사회가 직면한 주요 과제 중 하나인 민족 및 문화적 다양성 수용에 기여할 수 있다. 이를 통해 더 넓은 인류 공동체에 대한 충성과 국가적 제휴를 결합할 수 있는 가능성을 엿보았다. 이제 우리는 민족주의와 세계시민주의, 명확한 이분법으로 표현하는 대신 두 입장을 통합하여 생각할 수 있을 것이다. 국가가 민족주의를 '탈출'하는 것은 가능하지도 않고 필요하지도 않으며 두 관점 중 어느 한 관점도 다른 관점보다 우선시 되어서는 안된다. 세계시민주의는 국가 위와 그 너머에 존재하는 초국가주의가 아니다.

## 같이 보기
- 민족주의
- 세계시민주의